# Crkva Pohoda Blažene Djevice Marije u Garešnici
Crkva Pohoda Blažene Djevice Marije u Garešnici župna je rimokatolička crkva u Garešnici u Bjelovarsko-bilogorskoj županiji.
Godine 1334. utemeljena je stara crkvena župa sv. Marije. Gradnja sadašnje crkve započela je 1750. godine, a dovršena je 1753. Prema predaji, crkva je sagrađena pretežno od materijala srušenog grada uz Ilovu zvanog Dijanovec (Dejanovac).
To je jednobrodna građevina, kvadratičnog svetišta zaključenog polukružnom apsidom uz koje je s južne strane sakristija te zvonikom ispred glavnog, zapadnog pročelja. U crkvi je djelomično sačuvan originalni inventar iz druge polovice 18. stoljeća. Crkva nosi barokna obilježja. Nakon uređenja unutrašnjosti garešničke župne crkve Pohoda Blažene Djevice Marije 2017. godine, uslijedila je zahtjevna obnova kape tornja i križa crkve 2021. godine.

## Zaštita
Pod oznakom Z-2308 vodi se kao nepokretno kulturno dobro - pojedinačno, pravnog statusa zaštićena kulturnog dobra, klasificirano kao "sakralna graditeljska baština". Zbog djelomično sačuvanog inventara iz 18. stoljeća, crkva je već 1962. godine evidentirana kao spomenik kulture, a 1964. godine stavljena je pod zaštitu Konzervatorskog zavoda.